# 2014년 동계 올림픽 오스트리아 선수단
2014년 동계 올림픽 오스트리아의 올림픽 선수단은 러시아 소치에서 개최된 2014년 동계 올림픽에 참가한 올림픽 오스트리아 선수단이다.
본래는 개막식에 기수를 베냐민 라이히가 하기로 계획을 했으나 그가 복합 경기에서 참가를 하지 않았고, 게다가 소치에 늦게 도착하여 기수 자격을 포기하였다.
2월 23일에는 크로스컨트리 선수 요하네스 뒤어가 EPO 양성 판정이 나와 집행유예를 받았다.

## 메달 집계

### 종목별 메달 수
| 종목       | 1 | 2 | 3 | 합계 |
| 알파인스키 | 3 | 4 | 2 | 9    |
| 스노보드   | 1 | 0 | 1 | 2    |
| 스키점프   | 0 | 2 | 0 | 2    |
| 바이애슬론 | 0 | 1 | 1 | 2    |
| 루지       | 0 | 1 | 0 | 1    |
| 노르딕복합 | 0 | 0 | 1 | 1    |
| 합계       | 4 | 8 | 5 | 17   |

### 메달리스트
| 메달 | 이름                                                                        | 종목       | 세부 종목          | 날짜     |
| ---- | --------------------------------------------------------------------------- | ---------- | ------------------ | -------- |
|      | 마티아스 마이어                                                             | 알파인스키 | 남자 활강          | 2월 9일  |
|      | 아나 페닝거                                                                 | 알파인스키 | 여자 슈퍼복합      | 2월 15일 |
|      | 율리아 두이모비츠                                                           | 스노보드   | 여자 회전 평행     | 2월 22일 |
|      | 마리오 마트                                                                 | 알파인스키 | 남자 회전          | 2월 15일 |
|      | 도미니크 랜더팅거                                                           | 바이애슬론 | 남자 스프린트      | 2월 8일  |
|      | 니콜 호스프                                                                 | 알파인스키 | 여자 복합          | 2월 10일 |
|      | 다니엘라 이라슈코슈톨츠                                                     | 스키점프   | 여자 노멀힐        | 2월 11일 |
|      | 안드레아스 링어 볼프강 링어                                                 | 루지       | 남자 2인승         | 2월 12일 |
|      | 토마스 디트하르트 미하엘 하이뵈크 토마스 모르겐슈테른 그레고르 슐리렌차우어 | 스키점프   | 남자 단체          | 2월 17일 |
|      | 아나 페닝거                                                                 | 알파인스키 | 여자 대회전        | 2월 18일 |
|      | 마를리스 실트                                                               | 알파인스키 | 여자 회전          | 2월 21일 |
|      | 마르셀 히르셔                                                               | 알파인스키 | 남자 회전          | 2월 22일 |
|      | 니콜 호스프                                                                 | 알파인스키 | 여자 슈퍼복합      | 2월 10일 |
|      | 크리스토프 빌러 베른하르트 그루버 루카스 클랍퍼 마리오 슈테혀               | 노르딕복합 | 20km 라지힐 단체전 | 2월 20일 |
|      | 카트린 체텔                                                                 | 알파인스키 | 여자 회전          | 2월 21일 |
|      | 벤야민 칼                                                                   | 알파인스키 | 남자 회전 평행     | 2월 22일 |
|      | 크리스토프 주만 다니엘 메조티치 지몬 에더 도미니크 란더팅거                 | 바이애슬론 | 남자 단체전        | 2월 22일 |

## 종목별 성적

### 루지
남자
| 선수 | 세부 종목 | 1차 시기 | 1차 시기 | 2차 시기 | 2차 시기 | 3차 시기 | 3차 시기 | 4차 시기 | 4차 시기 | 합계 | 합계 |
| 선수 | 세부 종목 | 기록     | 순위     | 기록     | 순위     | 기록     | 순위     | 기록     | 순위     | 기록 | 순위 |

}